# Grafmonumenten Onze Lieve Vrouwekerkhof
De grafmonumenten op het Onze Lieve Vrouwekerkhof aan de Kerklaan in Soesterberg op de rooms-katholieke begraafplaats zijn ter nagedachtenis aan leden van de familie Bosch. De familie Bosch schonk in 1838 de grond van het landgoed Sterrenberg voor de bouw van de Rooms-katholieke Carolus Borromeüskerk. Een grafkelder van deze familie bevindt zich op het kerkhof.
Op het kerkhof is tevens een massagraf van Franse burgervluchtelingen uit de Eerste Wereldoorlog.

## Bosch van Drakestein
Het familieveld is aangekocht met de opbrengsten van de verkoop van het Arnhemse landgoed Sterrenberg. Op meerdere van de monumenten staat het familiewapen afgebeeld. Dit bestaat uit eikenbladeren, herten, een gevleugelde draak met adelaarspoten, maar ook pijlen, een helm en een kroon. Ook de tekst VIRTUTE ET LABORE (Deugd en Arbeid) staat meerdere keren aangegeven. Om sommige tombes staat een gietijzeren spijlenhek met natuurstenen pijlers. De spijlen eindigen in een Franse lelie. Tussen de ijzeren palen met fakkelmotieven rond enkele graven hangen ijzeren kettingen waaraan bollen met stekels hangen.
- Hendricus Wilhelmus Bosch (1836-1849) is de eerste telg van de familie Bosch die hier begraven ligt is. Hendrik Willem was de zoon van
- Johannes Wilhelmus Henricus Bosch (1799-1851), ambachtsheer van De Vuursche, lid van de Eerste Kamer en lid van het Gerechtshof in Noord-Holland.[1]

De neogotische graftombe van Johannes en Hendrik bestaat uit een op de kelderzerk staande kruisvormige graftombe. Het reliëf aan de achterzijde is een herdenkingsplaquette ter nagedachtenis aan de op dertienjarige leeftijd overleden zoon Hendrik Willem (Hendricus Wilhelmus). Op de hoeken aan de voorzijde staat een engel afgebeeld die met de voeten op de zuil van het postament rust. Zowel aan de voor- als achterzijde is een kruis aangebracht. Boven het wit marmeren kruis aan de voorzijde is een mascaron uitgehouwen. De kelderzerk wordt bekroond door zadeldaken die elkaar volgens een Latijns kruis snijden. Hierop staat een pinakel met gevleugelde engelen, een pinakel en een wit marmeren kruis. Het hekwerk werd gemaakt door het Utrechtse bedrijf P.N. Hormaan. Deze graftombe uit 1851 is de oudste op de begraafplaats. De graftombe is een voorbeeld van een neogotisch grafmonument uit het midden van de 19de eeuw.
- jonkvrouw Cecilia Frederica Paulina Bosch van Drakestein (1841-1863)[3]
- Frederik Lodewijk Herbert Jan Bosch van Drakestein (1799-1866) heer van Drakestein, Drakenburg en de Vuursche (1871-1911)[4]

- Maximiliaan Elizecharles Bosch van Drakestein van Reijerscop Creuningen († 1870)

- Caroline Wilhelmine Marianne van Hogendorp († 1872)

- Paulus Jan Bosch van Drakestein (1825-1894), ambachtsheer van De Vuursche.

Zijn buste staat afgebeeld op een bronzen plaquette. Daarop prijken zijn onderscheidingen als Commandeur in de Orde van de Nederlandse Leeuw, ridder tweede klasse in de Orde van de Gouden Leeuw van het Huis van Nassau (1874) en het Grootkruis in de Orde van de Eikenkroon. Zijn neoclassicistische graf werd in 1895 ontworpen door Jules Dony en beeldhouwer Vermeylen. Op de marmeren voetplaat staat vier rode marmeren zuilen en een kapiteel.
- Frederik Lodewijk Herbert Jan Bosch van Drakestein (1871-1911)[6]

Op dit graf staan omgekeerde toortsen die werden gemaakt door de Utrechter Dobbe van Pelt.